# Azania-Front-Kathedrale

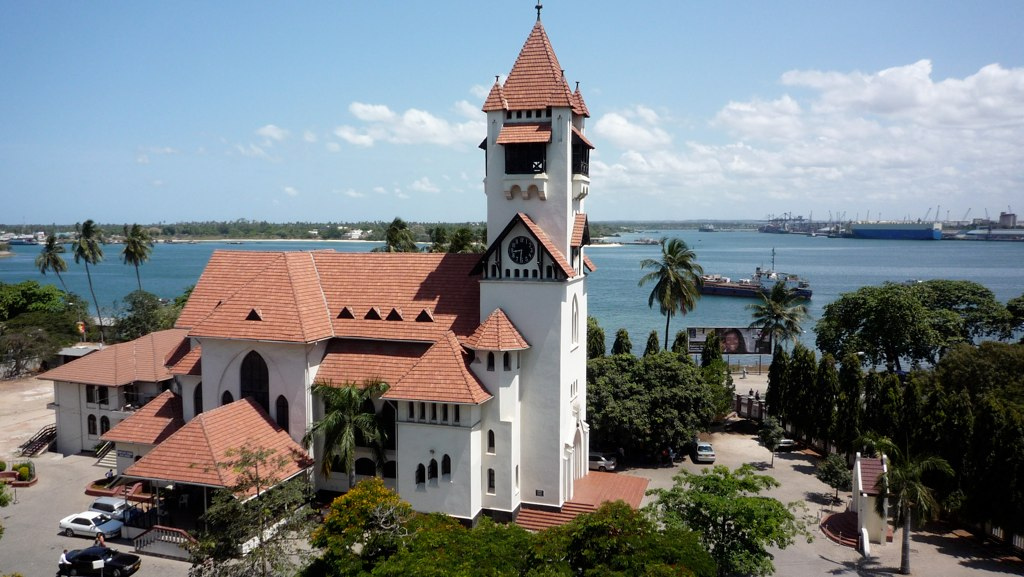
Azania-Front-Kathedrale

Die  Lutherische Azania-Front-Kathedrale (deutsch für „Azania Front Lutheran Church“) ist eine evangelisch-lutherische Kirche in Daressalam (Tansania) und die Kathedrale der Diözese Daressalam der Evangelisch-Lutherischen Kirche in Tansania. 

## Lage und Geschichte
Das Gebäude gehört zu den bekanntesten Wahrzeichen und Touristenattraktionen der Stadt. Es liegt im Zentrum der Stadt, nahe am Meer, mit Blick auf den Hafen. Der Name rührt von einer früheren Bezeichnung für die Uferstraße her. Deutsche Missionare ließen die Kirche während der Kolonialzeit in den Jahren 1898–1899 errichten. Den Entwurf schuf der örtliche Regierungsbaudirektor Friedrich Gurlitt.

## Architektur und Ausstattung
Das Gebäude ist eine Hallenkirche im Heimatstil mit roten Ziegeldächern, Fliesen, Baldachinen über den Fenstern und hellen weißen Wänden. Über dem zentralen Eingangsbereich erstreckt sich der weithin sichtbare Turm. Die originale Innenausstattung ist weitgehend erhalten. Im Langhaus befinden sich seitliche Emporen. Der neugotische Altar aus tropischem Hartholz trägt die deutsche Inschrift: „Den Frieden lasse ich euch, meinen Frieden gebe ich euch“ (Joh 14,27 ), eine Anspielung auf den Namen Dar-es-Salam – „Haus des Friedens“.

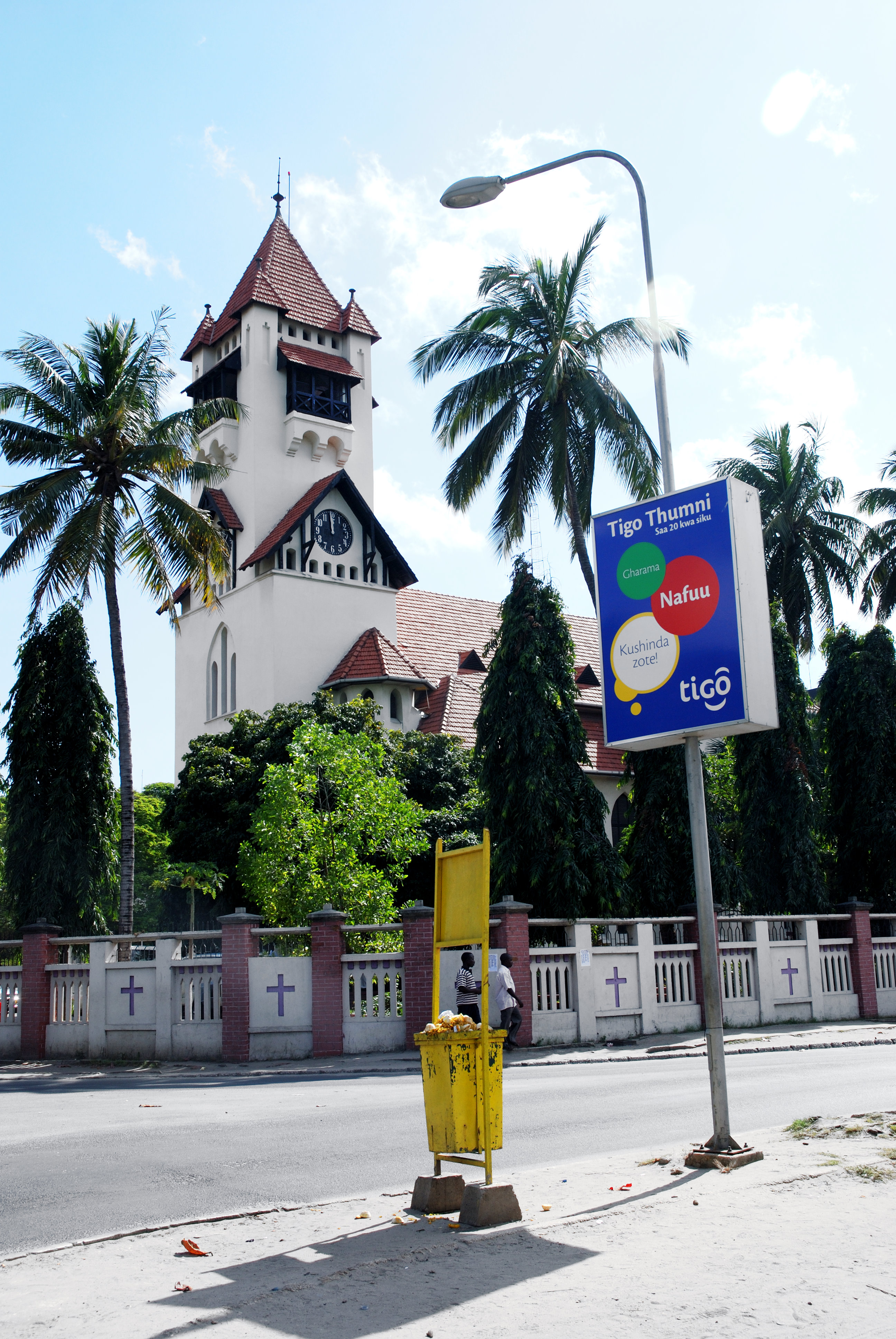
Blick vom Hafen
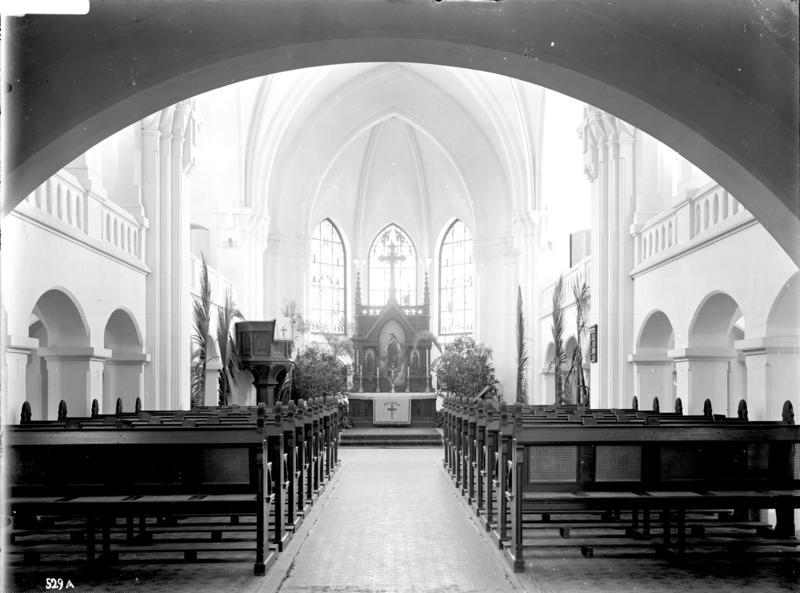
Innenraum
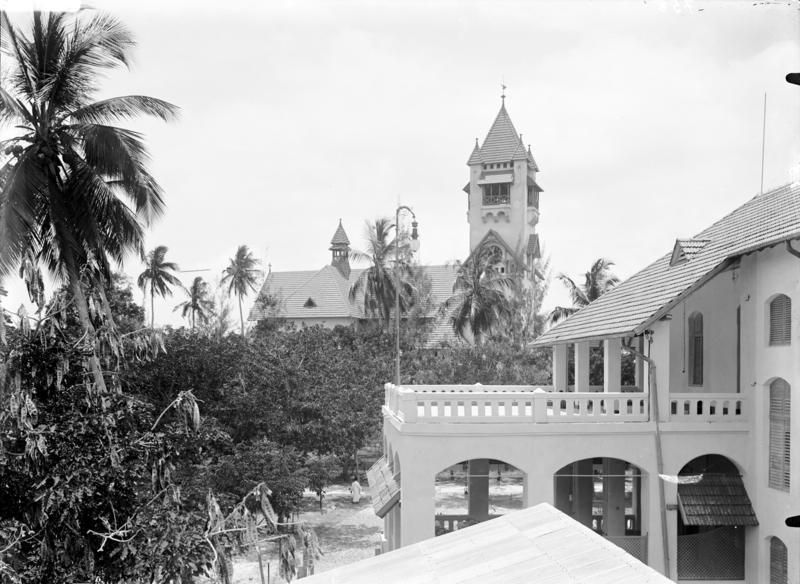
Blick vom Hotel Kaiserhof auf die Kirche

### Geläut

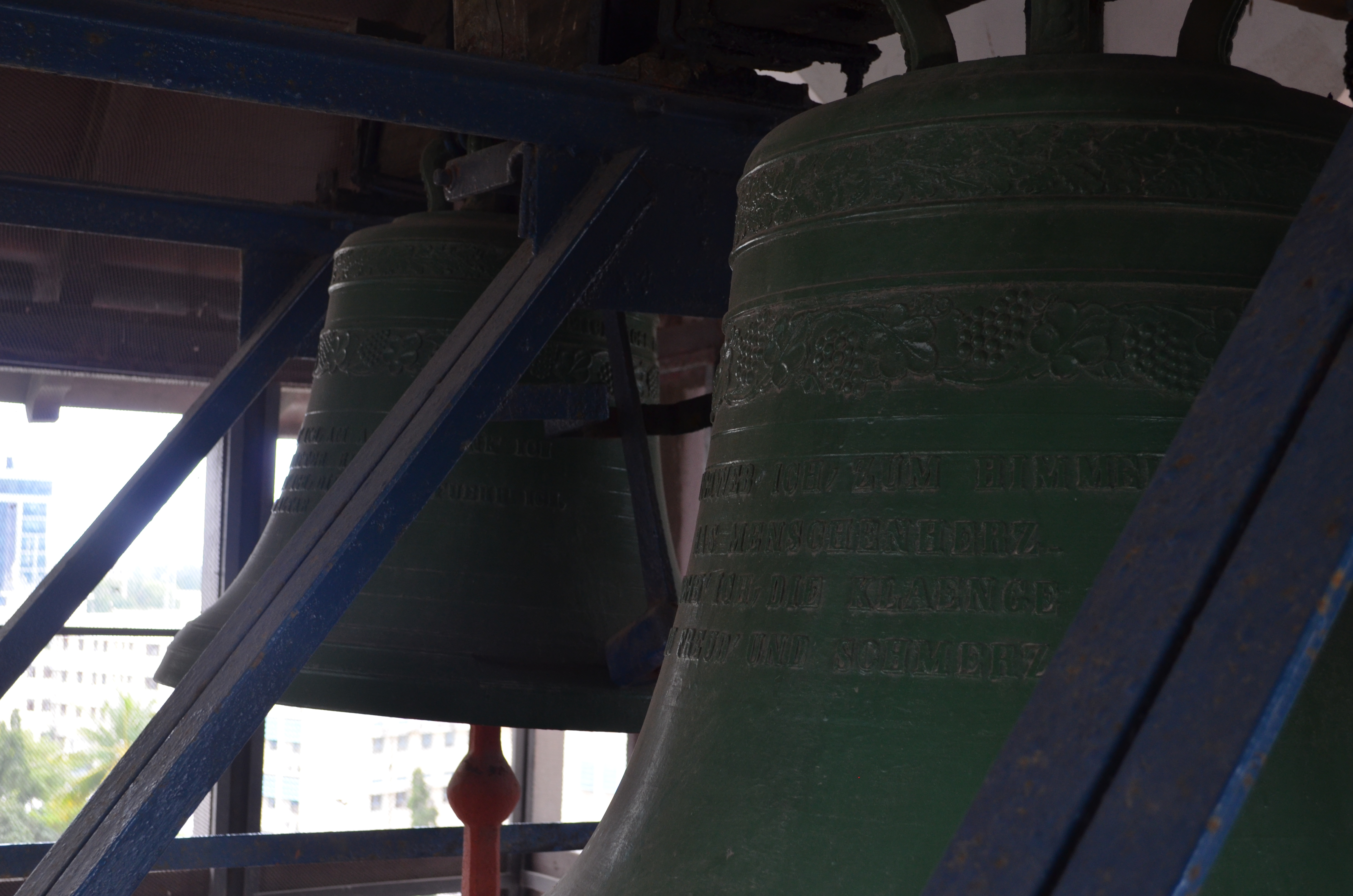
Glocken 1 und 2

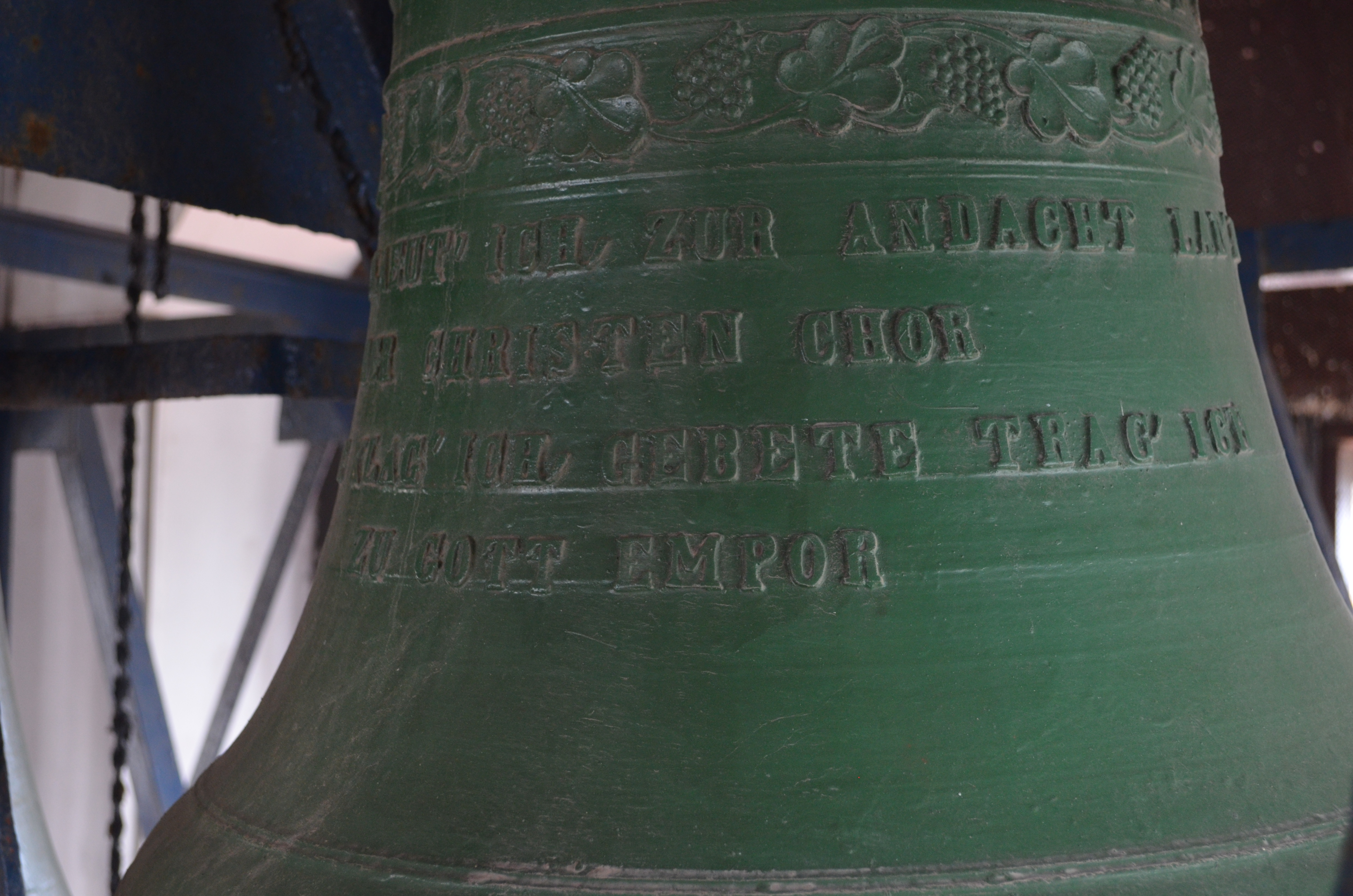
Glocke 3

Die drei Glocken wurden 1901 von Schilling in Apolda gegossen. Sie tragen damals in Deutschland vielfach verwendete Inschriften.
| Nr. | Gussjahr | Gießer            | Inschrift |
| --- | -------- | ----------------- | --- |
| 1   | 1901     | Schilling, Apolda | GEN HIMMEL SCHWEB' ICH / ZUM HIMMEL HEB' ICH DAS MENSCHENHERZ DAS LEBEN WEIH' ICH / DIE KLÄNGE LEIH' ICH ZU FREUD' UND SCHMERZ |
| 2   | 1901     | Schilling, Apolda | ZUM TAGWERK WECK' ICH / AM ABEND WINK' ICH ZU SANFTER RUH DEN FESTTAG GRÜSS' ICH / DIE JUGEND FÜHR' ICH DEM ALTAR ZU           |
| 3   | 1901     | Schilling, Apolda | ZUR HILFE LÄUT' ICH / ZUR ANDACHT LAD' ICH DER CHRISTEN CHOR UM TOTE KLAG' ICH / GEBETE TRAG' ICH ZU GOTT EMPOR                |